# 社用
| ウィキペディアには「社用」という見出しの百科事典記事はありません（タイトルに「社用」を含むページの一覧/「社用」で始まるページの一覧）。 代わりにウィクショナリーのページ「社用」が役に立つかもしれません。 |